# Ulvhild Håkonsdotter
Ulvhild, anche nota come Ulvhild Håkonsdotter (1090 o 1095 – 1148), fu regina consorte di Svezia, nota per essere annoverata come una femme fatale del Medioevo.
Originaria quasi sicuramente della Norvegia, la leggenda la raffigura come discendente del magnate norvegese Haakon Finnsson. È quasi certo che sua madre, contrariamente a quanto vuole la storia popolare, non fu la regina Margareta Fredkulla.
Inizialmente la giovane si maritò con il sovrano Ingold II di Svezia, dal quale sembra che non ebbe figli, e fu in seguito accusata di aver avvelenato il suo sposo, da questo episodio nacque la sua reputazione come donna pericolosa.
Dopo la morte di Ingold, Ulvhild si trasferì chiedendo asilo in Danimarca, dove sembra avesse molti amici e alleati, e sposò re Niels di Danimarca, che era molto anziano. Tuttavia nel 1130 Ulvhild lasciò la corte di Niels e fuggì nuovamente in Svezia e, nonostante fosse già sposata, si unì nuovamente in matrimonio con Sverker I di Svezia, che si dice fosse di umili origini.